# Örnólfur Valdimarsson
Örnólfur Valdimarsson (* 4. November 1964 in Reykjavík) ist ein  ehemaliger isländischer Skirennläufer.

## Karriere
Örnólfur Valdimarsson nahm 1989 an den Alpinen Skiweltmeisterschaften 1989 teil. Im Slalom belegte er den 21. Rang. Bei den Olympischen Winterspielen 1992 belegte Örnólfur Valdimarsson im Slalom- den 35. und im Riesenslalomrennen den 44. Platz. Außerdem ging er im Super-G an den Start, wo er als 51. das Rennen beendete.